# Angostura
Angostura je grenak liker, izdelan iz skorje angosturinega drevesa (znanstveno latinsko ime Cusparia febrifuga) in grenkih pomaranč, nageljnovih žbic, kardamoma, korenin svišča (encijana) ter kitajske skorje.
Uporablja se za izboljšanje okusa desertov, omak za ribe in meso, za aromatiziranje gina, viskija, vodke in izdelavo koktajlov (npr. Manhattan).
Angostura vsebuje 40 % alkohola, vendar je bil med prohibicijo dovoljen, ker je tako grenak, da se lahko uporablja le kot dodatek za aromatiziranje.
Angosturo je razvil na začetku 19. stoletja nemški zdravnik Johann Gottlieb Benjamin Sieger v bolnici v venezuelskem mestu Angostura (danes Ciudada Bolivar), ki jo je ustanovil na željo borca za osvoboditev Simona Bolivarja. Za zdravljenje tamkajšnih tropskih bolezni je razvil leta 1824 visoko procentni tonik, ki pa se je uveljavil kot grenak liker in ne kot zdravilo.